# John Wood (Forschungsreisender)
John Wood (* 1812 in Perth, Schottland; † 14. November 1871) war ein britischer Marineoffizier, Forschungsreisender, Geodät und Kartograph, der durch seine Erforschung Zentralasiens bekannt wurde.
John Wood wurde im schottischen Perth geboren. Nach dem Besuch einer privaten Sekundarschule, der Perth Academy, trat er in die Marine der Englischen Ostindien-Kompanie (The Honourable East India Company’s Marine) ein, wo er sich bald durch seine große Begabung für Feldvermessung und Kartographie als überaus nützlich und erfolgreich erwies. Zahlreiche Karten Südasiens, die er erstellte, blieben im ganzen 19. Jahrhundert in der Seefahrt in Verwendung.
Als 22-Jähriger befehligte er 1835 das erste Dampfschiff, das den Indus aufwärtsfuhr, und Wood, „ein eher bizarrer und unbekannter Marineleutnant“, vermaß dabei den Fluss über mehrere hundert Meilen. Vier Jahre später befuhr er wieder im Auftrag der East India Company weit über deren Einflussgebiet hinaus den Pamir-Fluss bis zum Zorkulsee, den er für die Quelle des Flusses Oxus, also des Amudarja hielt, und der nach ihm dann auch Wood’s Lake hieß. Seit Bento de Goës (1562–1607) war er der erste Europäer im Pamir-Gebirge, und es war Wood, auf den im Westen die Bezeichnung „Dach der Welt“ für das Pamir-Hochland zurückgeht, denn 1838 berichtete er, dass der „einheimische Ausdruck Bam-i-Duniah oder Roof of the World“ (wahrscheinlich aus dem iranischen Wachi-Dialekt) hierfür üblich sei. Und über das kleine Volk der Wachani im engen Wachan-Tal im Nordwesten Afghanistans berichtet er: „Die Herden des Wakhani bilden seinen Reichtum, oder eher ermöglichen ihm das Ertragen der Härten, denen es durch das Leben im kargen Hochtal ausgesetzt ist.“
Im Auftrag der East India Company konnte Wood keineswegs stets an Bord oder in der Nähe seines Schiffes bleiben, sondern nahm auch beschwerliche Märsche in weit entlegene Gebiete auf sich. So besuchte er 1837 auch Sar-e-Sang, die größte Lapislazuli-Mine der Erde im Kocha-Tal, die 500 Meter über dem Fluss liegt, an einer Stelle, wo das Tal nur 70 Meter breit ist. „Wenn du nicht sterben willst, vermeide das Kochatal“, schreibt er in seinem Buch drei Jahre später über diese Tour. Aus Witterungsgründen vergeblich blieb sein Versuch, auch die Rubin-Minen im Gharan-Bezirk von Badachschan aufzusuchen, doch lieferte er eine detaillierte Beschreibung, wenn auch aus zweiter Hand.
Über weite Strecken bildet Woods aufschlussreicher Reisebericht eine Illustration zu Marco Polos Reise. Die Königliche Geographische Gesellschaft in London ehrte seine Arbeit 1841 durch die Verleihung ihrer Goldmedaille („Patron’s Medal“) an den erst 29-jährigen Lieutenant John Woods „für seine Reise an die Quelle des Oxus und für wertvolle Arbeiten am Indus“.
Nach seinen Forschungsfahrten in Zentralasien verließ Wood die Marine der Englischen Ostindien-Kompanie. Noch nicht dreißig Jahre alt und wohl getrieben von seiner Lust auf weitere Abenteuer ging er auf ein Jahr nach Neuseeland. Zwar erwarb er dort einiges Land, hatte aber offenbar nicht die Absicht, sich auch als Siedler niederzulassen, sondern betrachtete seinen Besitz wohl als Investition. Er reiste zwar ins Hutt Valley und die Kapiti-Küste hinauf, doch besuchte Wood, der sich doch einen großen Ruf als Forschungsreisender erworben hatte, nie die Südinsel und bereiste auch nie das Gebiet nördlich von Wellington, sondern verbrachte die meiste Zeit in dieser Stadt. Nach England zurückgekehrt, verfasste er sein zweites Buch, Zwölf Monate in Wellington, das 1843 erschien und auf den ersten Blick wie ein Führer für künftige Siedler aussieht. Jedoch wird gleich aus den ersten Absätzen klar, dass es eine vernichtende Kritik an der New Zealand Company und eine Warnung vor den Fährnissen und Schwierigkeiten darstellt, die auf mögliche hoffnungsfrohe Auswanderer warten würden. Wood ging dann zurück nach Indien und ließ sich in der nordöstlichen Provinz Sindh nieder, die heute ein Teil Pakistans ist. 1871 beschloss er seine endgültige Rückkehr nach Großbritannien. Zuvor unternahm er eine letzte Reise nach Simla im Pandschab, wo er erkrankte. Er überstand noch die Schiffsreise nach England, starb aber wenige Tage nach seiner Ankunft am 14. November 1871.